# Albrecht-von-Haller-Medaille
Die Albrecht-von-Haller-Medaille ist eine jährlich vergebene Auszeichnung der Medizinischen Fakultät der Universität Göttingen. Sie erinnert an den Schweizer Universalgelehrten Albrecht von Haller (1708–1777), der ab 1736 in Göttingen wirkte. Der Preis wird seit 1959 an Göttinger oder auswärtige Persönlichkeiten für besondere Verdienste in Forschung, Lehre oder klinischer Medizin verliehen, deren Wirken einen Bezug zur Medizinischen Fakultät hat oder hatte. Er gilt dabei als die höchste Auszeichnung, die von der Fakultät verliehen werden kann.
Die Überreichung der Medaille und der zugehörigen Urkunde erfolgt im Rahmen einer eigens für den zu Ehrenden anzuberaumenden akademischen Feier der Universitätsmedizin Göttingen durch den Dekan oder dessen Vertreter.

## Preisträger
- 1959 Bruno Hauff
- 1960 Heinrich Martius, Rudolf Stich
- 1961 Hans Meyer, Ferdinand Springer
- 1962 Hans Kleinschmidt
- 1963 Karl Thomas
- 1964 Georg Benno Gruber, Albrecht Peiper
- 1972 Rudolf Schoen
- 1976 Wilhelm Meyer
- 1977 Ronald C. Mac Keith, Gerhard Joppich,  Heinz Kirchhoff
- 1979 Gustav Born
- 1988 Josef Concz
- 1991 Steffen Berg
- 1993 Hans-Jürgen Bretschneider
- 1995 Werner Creutzfeldt
- 2000 Gerhard Schmidt
- 2002 Erwin Deutsch
- 2011 Detlef Doenecke, Hans-Jürgen Peiper
- 2012 Hans-Georg Luhr
- 2021 Dietrich Kettler
- 2022 Thomas Krieg, Wolfgang Steiner